# Juliana Perdigão (voleibolista)
Juliana Cardoso Perdigão (Rio de Janeiro, 5 de abril de 1991) é uma voleibolista indoor brasileira, atuante na posição Líbero, que conquistou em quatro edições a medalha de ouro no Campeonato Sul-Americano de Clube nos anos de 2013, 2015, 2016 e 2021.

## Carreira
Revelada nas categorias de base do Fluminense Football Club, atuando nas temporadas 2007-08 a 2009-10, conquistando o terceiro lugar no Campeonato Carioca de 2008, no ano de 2009 foi convocada pelo técnico Antônio Rizola Neto e esteve entre as inscritas com a camisa#19 para a disputa do Campeonato Mundial Sub-20 no México.
Transferiu-se para o Unilever/RJ e jogou de 2010-11 a 2015-16, conquistou a medalha de ouro no Campeonato Sul-Americano de Clubes de 2013 em Lima e também em 2015 na edição sediada em Osasco e na edição de 2016 sediada em La Plata, e foi hexacampeã do Campeonato Carioca consecutivamente nos de 2010 a 2015, pentacampeã da Superliga Brasileira A 2010-11, 2012-13, 2013-14, 2014-15 e 2015-16, sendo vice-campeã na edição de 2011-12, além de possui o título da Supercopa Brasileira de 2015 em Itapetininga.
Retornou ao Fluminense Football Club na temporada 2016-17 e sagrou-se heptacampeã do Campeonato Carioca de 2016.No período 2017-18 é contratada pelo Brasília Vôlei Esporte Clube.
Nas temporadas 2018-19 e 2019-20 foi atleta do EC Pinheiros, já na jornada 2020-21 foi atleta do Curitiba Vôlei.
Para as competições de 2021-22 passa a compor o elenco Dentil/Praia Clube. sagrando-se campeã do Campeonato Mineiro de 2021, no mesmo obteve os título da Supercopa Brasileira em Brusque e foi medalhista de ouro no Campeonato Sul-Americano de Clubes realizado em Brasília.

## Títulos e resultados
- Superliga Brasileira Aː2010-11, 2012-13, 2013-14, 2014-15, 2015-16, 2022-23
- Superliga Brasileira Aː2011-12, 2021-22
- Supercopa Brasileira de Voleibolː2015, 2021
- Copa Brasil:2023
- Copa Brasil:2022
- Campeonato Mineiroː2021
- Campeonato Mineiroː2022

## Premiações individuais
[carece de fontes?]